# (16459) Barth
(16459) Barth (1989 WE4) – planetoida z grupy pasa głównego asteroid okrążająca Słońce w ciągu 3,75 lat w średniej odległości 2,41 j.a. Odkryta 28 listopada 1989 roku.